# 科尼什 (緬因州普查規定居民點)
科尼什（英語：Cornish）是位於美國緬因州約克縣的一個普查規定居民點。

## 人口
根據2020年美國人口普查的數據，科尼什的面積為8.05平方千米，當中陸地面積為7.87平方千米，而水域面積為0.18平方千米。當地共有人口764人，而人口密度為每平方千米94.91人。